# Randolph (Nebraska)
Randolph es una ciudad ubicada en el condado de Cedar en el estado estadounidense de Nebraska. En el Censo de 2010 tenía una población de 944 habitantes y una densidad poblacional de 386,92 personas por km².

## Geografía
Randolph se encuentra ubicada en las coordenadas 42°22′39″N 97°21′28″O / 42.37750, -97.35778. Según la Oficina del Censo de los Estados Unidos, Randolph tiene una superficie total de 2.44 km², de la cual 2.44 km² corresponden a tierra firme y (0%) 0 km² es agua.

## Demografía
Según el censo de 2010, había 944 personas residiendo en Randolph. La densidad de población era de 386,92 hab./km². De los 944 habitantes, Randolph estaba compuesto por el 97.35% blancos, el 0% eran afroamericanos, el 0.32% eran amerindios, el 0.21% eran asiáticos, el 0% eran isleños del Pacífico, el 1.69% eran de otras razas y el 0.42% pertenecían a dos o más razas. Del total de la población el 2.22% eran hispanos o latinos de cualquier raza.